# Hodeng-au-Bosc
Hodeng-au-Bosc település Franciaországban, Seine-Maritime megyében. Lakosainak száma 565 fő (2022. január 1.). Hodeng-au-Bosc Campneuseville, Nesle-Normandeuse, Neuville-Coppegueule, Vieux-Rouen-sur-Bresle, Saint-Léger-sur-Bresle és Senarpont községekkel határos.

## Népesség
A település népességének változása:
| Lakosok száma | 566  | 571  | 581  | 575  | 571  | 575  | 579  | 572  | 565  |
|               | 2013 | 2015 | 2016 | 2017 | 2018 | 2019 | 2020 | 2021 | 2022 |